# Муссолини, Бенито
Бени́то Ами́лькаре Андре́а Муссоли́ни (итал. Benito Amilcare Andrea Mussolini [beˈniːto musːoˈliːni]; 29 июля 1883, Предаппио, Эмилия-Романья — 28 апреля 1945, Джулино-ди-Медзегра, Медзегра, Ломбардия) — итальянский политический и государственный деятель, публицист, лидер Национальной фашистской партии (НФП), диктатор, дуче (вождь), возглавлявший фашистскую Италию как премьер-министр в 1922—1943 годах. Первый маршал Империи (30 марта 1938). После 1936 года его официальным титулом стал «Его Превосходительство Бенито Муссолини, глава правительства, дуче фашизма и основатель империи». После свержения в 1943—1945 годах возглавлял марионеточную Итальянскую социальную республику, контролировавшую при поддержке Третьего рейха часть территории Италии.
Муссолини до Первой мировой войны был активным членом Итальянской социалистической партии. Разочаровавшись в социализме, по окончании войны, стал одним из основателей итальянского фашизма, включавшего в себя элементы корпоративизма, экспансионизма и антикоммунизма в сочетании с цензурой и государственной пропагандой.
Пришёл к власти в октябре 1922 года в результате марша на Рим. Среди достижений внутренней политики правительства Муссолини в 1924—1939 годах были успешная реализация программы общественных работ, таких как осушение Понтинских болот, ликвидация южно-итальянской мафии, повышение уровня занятости населения, а также модернизация системы общественного транспорта. Муссолини решил также Римский вопрос путём заключения Латеранских соглашений между Итальянским королевством и Папским престолом.
В период правления Муссолини была ограничена часть прав и свобод населения, а в отношении противников фашизма применялись политические репрессии. Возглавляя семь министерств (включая министерства обороны и внутренних дел) и будучи одновременно премьер-министром, он получил практически неограниченную власть, строя таким образом полицейское государство.
Экспансионистская внешняя политика, обосновывавшаяся необходимостью восстановления Римской империи, первоначально увенчалась завоеванием Эфиопии и Албании. Затем Италия под руководством Муссолини вступила в военно-политический союз с нацистской Германией, известный как «Ось Берлин — Рим», и приняла участие во Второй мировой войне, напав на Францию 10 июня 1940 года. Мировая война протекала крайне неудачно для Италии, которая в 1940—1941 годах потерпела серию тяжёлых поражений в Ливии, Египте и Греции, вынуждая Германию постоянно приходить на помощь своему союзнику. Позиции Муссолини были окончательно подорваны весной 1943 года после разгрома немецко-итальянских войск в Северной Африке и Сталинграде, в результате чего Италия лишилась всех колоний и корпуса на Восточном фронте.
После вторжения союзников на территорию Италии летом 1943 года Муссолини был отстранён от власти Большим фашистским советом при поддержке короля Виктора Эммануила III и арестован, однако вскоре освобождён в результате немецкой спецоперации. Под давлением Гитлера Муссолини в качестве альтернативы королевскому правительству, перешедшему на сторону союзников, провозгласил Итальянскую социальную республику на севере Италии, полностью зависимую от поддержки немцев и непризнанную на международном уровне, которая продолжила войну на стороне Германии. В апреле 1945 года немецкие и лояльные Муссолини войска в Италии были окончательно разгромлены союзниками, а сам Муссолини захвачен и расстрелян итальянскими партизанами за два дня до смерти Гитлера.

## Ранние годы
Бенито Муссолини родился в воскресенье в 2:45 пополудни 29 июля 1883 года в деревне Варано-ди-Коста близ селения Довиа, что рядом с деревней Предаппио (итал. Predappio) провинции Форли-Чезена в Эмилии-Романье. Отец, не имевший образования, но активно интересовавшийся политической жизнью, дал старшему сыну имя Бенито в честь мексиканского реформатора-президента Бенито Хуареса, а также дал ему два других имени — Андреа и Амилькаре, в честь социалистов Андреа Косты и Амилькаре Чиприани.
Семья Бенито Муссолини занимала три небольшие комнаты на втором этаже трёхэтажного дома. Его мать Роза Мальтони была учительницей и набожной католичкой. Отец, Алессандро Муссолини (1854—1910), зарабатывал на жизнь кузнечным и столярным ремёслами. Он — воинствующий социалист (составлял тексты воззваний и выступал на митингах), за свои идеи несколько раз попадал в тюрьму, горячий поклонник русского революционера Михаила Бакунина, был членом Второго (Социалистического) интернационала. Он познакомил сына с анархо-синдикалистскими, антиклерикальными и антимилитаристскими идеями. Будучи маленьким мальчиком, Муссолини помогал своему отцу в кузнечном деле. Под влиянием отца Бенито тоже стал социалистом. Отец был социалистом и республиканцем, но придерживался также националистических взглядов в некоторых вопросах, в частности, поддерживал ирредентизм итальянцев, живших на территории Австро-Венгерской империи.
В цикле документальных фильмов «Диктаторы. Тайны великих вождей» упоминается, что Бенито уже в 4 года научился читать, а в 5 лет играл на скрипке. Несмотря на то, что Муссолини жили небогато, они могли позволить себе оплатить учёбу старшего сына, которого определили в церковную школу в Фаэнце в 1892 году. Жизнь в школе жёстко регламентировалась различными правилами и установлениями. Первый год обучения в школе Муссолини отметил тем, что пырнул ножом старшего по возрасту мальчика. После слёз матери и вмешательства епископа Форли директор изменил решение об исключении его из школы. В 1895 году из-за буйного неуправляемого поведения его пришлось перевести в другую школу. Уже тогда будущий дуче пытался руководить товарищами, был злопамятен и жесток, часто влезал в драки. Муссолини перенял характер отца.
С 1900 года Муссолини активно интересовался политикой, вступил в социалистическую партию, писал статьи для социалистических газет в Форли и Равенне. После окончания гимназии в 1901 году получил диплом преподавателя младших классов и устроился на работу в деревне Пьеве-Саличето (муниципалитет Гуальтьери), где вскоре возглавил социалистов и стал членом местного комитета трудящихся.

### Политический журналист и солдат
Чтобы избежать военной службы, Муссолини в 1902 году эмигрировал в Швейцарию. Он некоторое время работал каменщиком в Женеве, однако не смог найти себе постоянную профессиональную работу и бродяжничал. Бенито быстро выделился из массы итальянских эмигрантов, так как умел читать, писать, складно говорить и сносно изъясняться по-французски. Ещё в годы учёбы Муссолини пристрастился к публичным выступлениям, полюбил аплодисменты и внимание толпы. Он пробовал себя в роли оратора уже с 18 лет, выступая перед небольшими аудиториями.
В 1902 году в Лозанне познакомился с видным экономистом и социалистом профессором Вильфредо Парето, посещал его лекции. Летом 1902 года швейцарская полиция арестовала Муссолини за бродяжничество.
На одном из политических собраний он познакомился с марксисткой Анжеликой Балабановой, этому же периоду жизни Муссолини приписывали знакомство с Владимиром Лениным. Легенду о знакомстве с последним Муссолини изначально поддерживал, но позже заявил, что никогда с ним не встречался. Балабанова происходила из богатой еврейской семьи, жившей на Украине. Благодаря ей Муссолини стал читать Фридриха Ницше, Макса Штирнера, Карла Маркса, Гракха Бабёфа, Жоржа Сореля. На Муссолини произвела большое впечатление работа Сореля, акцент в которой был сделан на потребности в свержении декадентской либеральной демократии и капитализма при помощи насилия, прямого действия и всеобщей забастовки.
В 1903 году Муссолини был заочно приговорён военным трибуналом в Болонье к одному году лишения свободы за уклонение от призыва и был арестован швейцарской полицией по запросу Италии, но уже в ноябре 1904 года, после погашения судимости в результате амнистии по случаю дня рождения принца Умберто, он сам вернулся в Италию и впоследствии добровольцем записался в итальянскую армию. Он прибыл в военный округ Форли и 30 декабря 1904 года начал проходить военную службу в 10-м берсальерском полку в Вероне. 19 января 1905 года он получил разрешение отлучиться домой и оказать помощь умиравшей матери. После этого Муссолини вернулся в полк для дальнейшего прохождения военной службы, по окончании которой получил благодарность за хорошее исполнение обязанностей. После двухлетней службы в армии (с января 1905 года по сентябрь 1906 года) Муссолини 4 сентября 1906 года вернулся в Предаппио для продолжения преподавательской деятельности.
Вскоре после этого он отправился работать в Тольмеццо, где 15 ноября получил должность заместителя директора школы. У него были прекрасные отношения с учениками, но за громогласную декламацию стихов его считали чудаком. В ноябре 1907 года Муссолини получил квалификацию, позволявшую обучать французскому языку, а в марте 1908 года стал профессором французского колледжа, где обучал итальянскому языку, истории и географии. В Онелье он стал редактором социалистического еженедельника «La Lima», в котором критиковал правительство Джолитти и Ватикан, обвиняя их в защите интересов капитализма, а не пролетариата.
Возвратившись в Предаппио, Муссолини организовал забастовку сельскохозяйственных рабочих, за участие в которой он был арестован 18 июля 1908 года и приговорён к трём месяцам тюрьмы. В тюрьме Муссолини приобрёл авторитет революционного лидера, с этого времени его начали называть дуче (итал. Duce — вождь). После выхода из тюрьмы Муссолини устроил несанкционированный митинг, и его вновь взяли под стражу на две недели. В ноябре он переехал в Форли, где жил в арендованной комнате со своим отцом, который после этого открыл ресторан со своим партнёром Анной Ломбарди. В это время Муссолини познакомился с дочерью Анны Ломбарди — Ракеле, которая позже стала его женой.

### Политический журналист и социалист
После долгих поисков в феврале 1909 года Муссолини подыскали работу в австро-венгерском городе Тренто, населённом итальянцами. 6 февраля 1909 года он переехал в Тренто, столицу итальянского ирредентизма, где был избран секретарём Трудового центра и стал руководителем своей первой ежедневной газеты «L’avvenire del lavoratore» («Будущее рабочего»). В Тренто он познакомился с социалистическим политиком и журналистом Чезаре Баттисти и стал редактировать его газету «Il Popolo» («Народ»). Для этой газеты он написал роман «Клаудиа Партичелла, любовница кардинала» («Claudia Particella, l’amante del cardinale»), который печатался с продолжением в течение 1910 года. Роман был радикально антиклерикальным и несколько лет спустя, после перемирия Муссолини с Ватиканом, был изъят из обращения. Вернувшись в Италию, он провёл некоторое время в Милане, а затем в 1910 году вернулся в свой родной Форли, где стал редактором еженедельного журнала «Lotta di classe» («Классовая борьба»). В это время он издал эссе «Трентино глазами социалиста» («Il Trentino veduto da un Socialista») в радикальном периодическом издании «La Voce». По утверждению Анжелики Балабановой:

Радикализм и антиклерикализм Муссолини были только отголосками его раннего окружения и отражением собственного мятежного эгоизма, нежели результатом понимания и убеждённости. Его ненависть к угнетению не была той безликой ненавистью к системе, которую разделяли все революционеры. Она возникла из его личного чувства униженности и неудовлетворённости, из его страсти к самоутверждению и из решимости взять личный реванш.
Дуче стремительно завоёвывал популярность в Итальянской социалистической партии. В этом ему помогал талант журналиста. Он писал статьи в больших количествах легко, без напряжения, используя простой, доступный массам язык, нередко переходя в своей лексике границы приличия. Он умел придумать броские заголовки, выбрать самые животрепещущие темы, больше других волнующие читателя, чувствовал настроения масс и знал наперёд, что они хотят услышать.
В сентябре 1911 года Муссолини выступил против колониальной войны в Ливии, организовал забастовки и манифестации, чтобы помешать отправке войск на фронт. В ноябре за антивоенную деятельность он попал в тюрьму на пять месяцев. После освобождения он помог исключить из рядов Социалистической партии двоих «ревизионистов», поддерживающих войну, Иваноэ Бономи и Леонида Биссолати. В награду за это в апреле 1912 года Муссолини был назначен редактором газеты Социалистической партии «Avanti!» («Вперёд!»). За время его руководства газетой тираж увеличился с 20 тыс. до 80 тыс. экземпляров, и она стала одной из самых читаемых в Италии.
После назначения Муссолини переселился в Милан. В июле 1912 года он принял участие в съезде Социалистической партии в Реджо-нель-Эмилии. На съезде, говоря о неудавшемся покушении на короля, Муссолини заявил: «14 марта простой каменщик стреляет в короля. Этот случай показывает нам, социалистам, путь, по которому мы должны следовать». Зал встал и устроил ему овацию.
В 1913 году Муссолини опубликовал брошюру «Праведный Ян Гус» («Giovanni Hus, il veridico») — историческую и политическую биографию, описывающую жизнь и миссию чешского церковного реформатора Яна Гуса и его воинственных последователей, гуситов.
По словам итальянского художника Джерардо Доттори, посетившего Муссолини в 1933 году (уже диктатора) для написания его портрета, марксизм оказал значительное влияние на становление основателя фашизма в качестве не просто идеолога, но практика:

Муссолини принял меня в хорошо известном большом и длинном зале, где не было никакой мебели, кроме его письменного стола. За этим письменным столом и стоял Муссолини в своей обычной позе: скрестив руки и состроив мину Цезаря. Пришлось пройти достаточно большое расстояние от дверей до письменного стола. Муссолини предложил мне сесть, но сам остался стоять. После нескольких формальных слов о моей персоне он спросил меня, как я пришёл в политику. Я ответил, что был социал-демократом, потом работал в профсоюзах и находился под сильным влиянием марксизма. Мой ответ странно подействовал на него. Его напряжённые черты лица разгладились, лицо приобрело какое-то молодое и весёлое выражение. Он быстро сел, наклонился ко мне через письменный стол и сказал: «Не правда ли, нужно пройти школу марксизма, чтобы обрести истинное понимание политических реальностей? Тот, кто не прошёл школу исторического материализма, так и останется всего лишь идеологом»

### Участие в Первой мировой войне и разрыв с социалистами
Отстаивая вначале нейтралитет Италии, он внезапно изменил свою позицию и поместил в «Аванти!» статью, где высказался за вступление в войну против Германии:

Отказываться проводить различия между одной войной и другой войной, позволять себе выступать против всех войн вообще — это свидетельство глупости, граничащей с идиотизмом. Тут, как говорится, буква убивает разум. Победа Германии означала бы конец свободы в Европе. Необходимо, чтобы наша страна заняла позицию, выгодную Франции.
Руководство социалистической партии вызвало Муссолини и потребовало от него объяснений. 20 октября 1914 года после споров Бенито пришлось оставить пост главного редактора «Аванти!», затем в ноябре 1914 года он был исключён из партии. Муссолини оказался, по сути дела, на улице.
Муссолини ездил по всей Италии с публичными выступлениями. Он обвинял социалистов в намерении задушить национальные чаяния народа, называл немцев «европейскими пиратами», а австрийцев — «палачами итальянского народа». Он утверждал, что «германский пролетариат, последовав за кайзером, уничтожил Интернационал и таким образом освободил итальянских рабочих от обязательства не вступать в войну». Муссолини провозгласил, что «нейтралитет в основе есть не что иное, как откровенный эгоизм».
После вступления Италии в войну, в августе 1915 года Муссолини призвали в армию, и он был распределён в полк берсальеров, который был направлен на участок фронта у реки Изонцо. Товарищи по оружию ценили Муссолини за отзывчивость, оптимизм, образцовую храбрость — во время атак он первым выскакивал из окопа с возгласами «Да здравствует Великая Италия!». В конце ноября Муссолини попал в госпиталь из-за заболевания тифом.
29 февраля 1916 года Муссолини получил чин капрала (в приказе о присвоении чина было указано: «за примерную службу, высокий моральный дух и храбрость истинного берсальера»). В феврале 1917 года при пристрелке миномёта мина взорвалась в стволе, и Муссолини получил тяжёлые ранения ноги, из-за чего в августе 1917 года был демобилизован.

## Создание фашизма
После окончания Первой мировой войны Муссолини пришёл к выводу, что социализм как доктрина потерпел крах. В начале 1918 года Муссолини заявил, что для возрождения итальянской нации требуется «жёсткий и энергичный человек».
23 марта 1919 года в Милане Бенито Муссолини провёл учредительное собрание новой организации «Итальянский союз борьбы» (итал. «Fasci italiani di combattimento»). Он заявил присутствующим: 

Мы позволим себе роскошь быть одновременно аристократами и демократами, революционерами и реакционерами, сторонниками легальной борьбы и нелегальной, и всё это в зависимости от места и обстоятельств, в которых нам придётся находиться и действовать.
На выборах в ноябре 1919 года Муссолини и его партия потерпели сокрушительное поражение, собрав лишь несколько тысяч голосов, ни один кандидат не прошёл в парламент. Вечером 16 ноября 1919 года, после оглашения итогов голосования, противники Муссолини имитировали его похороны и пронесли по улицам Милана гроб, окружённый горящими свечами. На следующий день «Аванти!» с сарказмом писала о найденном в канале гниющем трупе: «Кажется, это Бенито Муссолини». На выборах в мае 1921 года Муссолини поддержал премьер-министра и лидера Либеральной партии Джованни Джолитти. В результате 35 депутатов от фашистов во главе с Муссолини прошли в Палату депутатов итальянского парламента. 7 ноября 1921 года «Итальянский союз борьбы» был преобразован в Национальную фашистскую партию.
Муссолини и фашистам удавалось быть одновременно революционерами и традиционалистами. Это значительно отличалось от всего, что происходило в политике в то время, и иногда описывается как «Третий путь». Фашисты под руководством одного из приближённых Муссолини, Дино Гранди, сформировали вооружённые отряды ветеранов войны под названием «чернорубашечники» (или «сквадристы») с целью восстановления порядка на улицах Италии сильной рукой. Между чернорубашечниками, коммунистами, социалистами и анархистами происходили столкновения, в том числе на парадах и демонстрациях. Правительство редко вмешивалось в действия чернорубашечников, отчасти из-за нависшей угрозы и широко распространённого опасения возможного экспорта коммунистической революции в Италию.

## Марш на Рим и первые годы у власти
23 октября 1922 года Муссолини встретился в Милане с бывшим премьер-министром Италии Антонио Саландрой и заявил ему, что легко сможет отправить в отставку премьер-министра Луиджи Факту и сформировать новое правительство. На следующий день Муссолини на митинге в Неаполе, где присутствовали 40 тысяч фашистов, объявил о намерении захватить власть. «Либо нас добровольно допустят к управлению, либо мы захватим власть, совершив поход на Рим», — заявил Муссолини.
27 октября 1922 года начался многотысячный марш на Рим сторонников фашистской партии. И хотя правительственных войск, на которые мог бы рассчитывать Рим, было значительно больше, король Виктор Эммануил III не подписал акт премьер-министра об объявлении чрезвычайного положения в стране для сопротивления фашистам, испугавшись возможной гражданской войны, а по некоторым сведениям — и намёков на его возможное смещение дворцовым переворотом со стороны экономической элиты. Он провёл встречу с Муссолини и назначил того премьер-министром Италии. Вскоре Виктор Эммануил III и Муссолини вместе встречали входящие в город отряды НФП. Уже к вечеру 30 октября 1922 года Муссолини закончил формировать свой кабинет министров. Парламент, состоявший в основном из либералов, под нажимом проголосовал за доверие новому правительству.
10 апреля 1923 года в Ватикане на встрече Муссолини и кардинала Пьетро Гаспарри Муссолини обещал очистить Италию от коммунистов и масонов, усилить санкции против тех, кто оскорбляет религию, установить изображения распятого Христа в школах и в судебных учреждениях, ввести обязательное религиозное воспитание в учебных заведениях и восстановить в армии должность военных священников.

### Закон Ачербо
В 1923 году в Италии проводится через парламент и вступает в действие избирательный закон, предложенный бароном Джакомо Ачербо, согласно которому партия, набравшая «наибольшее количество» голосов (требовалось как минимум 25 %), получала 66 % мест в парламенте. Оставшаяся треть мест распределялась между остальными партиями согласно пропорциональной системе. Закон был принят с целью увеличения числа фашистов в парламенте и как эффективная гарантия постоянства нахождения их у власти.

### Политические репрессии
Политическое убийство 10 июня 1924 года социалиста Джакомо Маттеотти, требовавшего аннулировать итоги выборов из-за совершённых нарушений, вызвало мгновенный кризис правительства Муссолини.
Правительство находилось в состоянии паралича несколько дней, и позднее Муссолини признался, что несколько решительных людей могли бы поднять общественность и начать переворот, который бы развалил фашистское правительство. Фашистский активист Америго Думини, который непосредственно руководил похищением и убийством Маттеотти, был заключён в тюрьму на два года. В течение следующих 15 лет Думини получал доход от Муссолини, фашистской партии и других источников.
До и после 1922 года фашизм в Италии запрещал оппозиционные партии, заключал в тюрьму их лидеров, убил от двух до трёх тысяч политических оппонентов, запрещал или подчинял независимую прессу, ликвидировал нефашистские профсоюзы, нарушал собственные законы, спонсировал тайную полицию и поощрял итальянцев доносить друг на друга. В течение фашистского правления в Италии антифашисты различной ориентации могли быть наказаны предупреждениями или домашними арестами, принудительными ссылками в небольшие города или острова в Средиземном море. Законодательством была введена смертная казнь за покушения на дуче и ведущих членов королевской семьи. На конец фашистского режима в Италии тайная полиция собрала досье на 130 000 итальянцев. Примерно 13 000 оппонентов фашизма в Италии были подвергнуты длительным тюремным заключениям. В мирное время Специальный трибунал исполнил всего 9 смертных приговоров, восемь других смертных приговоров были отменены. Эти небольшие цифры репрессированных политических оппонентов могут создавать впечатление о фашистском режиме в Италии как о мягкой форме диктатуры, ведь фашизм в Италии был значительно менее кровавым во внутренней политике, чем нацизм в Германии. Согласно исследованиям Ричарда Босворта, во время двадцатилетнего правления Муссолини погибли более одного миллиона человек: ливийцы, эфиопы, жители Югославии, итальянские евреи.

## Строительство диктатуры

### Покушения
Эффективность фашистской пропаганды была на столь высоком уровне, что в стране отсутствовала сколько-нибудь серьёзная оппозиция режиму Муссолини. Социалист Тито Дзанибони планировал застрелить Муссолини 4 ноября 1925 года из винтовки с оптическим прицелом в Риме во время парада по случаю седьмой годовщины окончания Первой мировой войны, но был схвачен полицией в назначенный день с оружием в номере гостиницы «Dragoni», из окна которого он собирался вести огонь. Дзанибони был приговорён в 1927 году к заключению в лагере на острове Понца и вышел на свободу в 1943 году после падения Муссолини. Поскольку Дзанибони был масоном, то под предлогом того, что на Муссолини покушался известный масон, в стране в ноябре 1925 года были закрыты все масонские ложи.
7 апреля 1926 года ирландская пацифистка Вайолет Гибсон стреляла в Муссолини из револьвера, пуля лишь задела его нос. Психиатрическая экспертиза признала Гибсон невменяемой. Желая сохранить хорошие отношения с Великобританией, Муссолини приказал выслать её на родину.
11 сентября 1926 года молодой анархист Джино Лучетти, прибывший из Франции, где он вращался в антифашистских кругах, бросил бомбу в автомобиль Муссолини, возвращавшегося со своей дачи, но она, ударившись в рамку окна автомобиля, отскочила на землю, где и взорвалась, когда автомобиль уже отъехал на большое расстояние. Осколками были легко ранены несколько случайных прохожих. Лучетти был сразу задержан на месте покушения и приговорён судом к 30 годам лишения свободы.
31 октября 1926 года в Болонье 15-летний Антео Дзамбони выстрелил из револьвера по проезжавшей машине Бенито Муссолини, после чего был схвачен на месте и растерзан толпой.
Муссолини пережил также неудавшуюся спланированную попытку убийства американским анархистом Михаилом Ширру, которая закончилась поимкой Ширру и его казнью.
Покушения были использованы Муссолини для установления тоталитарного государства путём закрытия независимых газет, запрета политических партий, создания политической полиции, а в дальнейшем специального трибунала.

### Полицейское государство
После 1922 года Муссолини взял под личный контроль министерства внутренних дел, иностранных дел, колоний, корпораций, обороны и общественных работ. Были периоды, когда он возглавлял семь министерств одновременно помимо занятия должности премьер-министра. Он также был главой Фашистской партии и вооружённой фашистской милиции «чернорубашечников», которые подавляли всякое сопротивление режиму в городах и провинциях. Позже он сформировал ОВРА — личную службу безопасности. Его действия были направлены на удержание власти в руках и предотвращение появления конкурента, в чём дуче преуспел.
Между 1925 и 1927 годами Муссолини постепенно ликвидировал практически все конституционные и обычные ограничения на свою власть, строя таким образом полицейское государство. Закон, принятый в канун Рождества 1925 года, изменил официальное название должности Муссолини с «председателя совета министров» на «главу правительства». Он больше не нёс ответственности перед парламентом и мог быть отстранён от дальнейшего исполнения своих полномочий лишь королём. Была упразднена местная автономия, а мэры были заменены подестами и консулами.
Все альтернативные партии были запрещены в 1928 году, хотя на практике Италия стала однопартийным государством ещё в 1925. В том же году избирательный закон отменил парламентские выборы. Вместо этого Большой фашистский совет выбирал единый список кандидатов, которые были утверждены путём плебисцита. Большой совет был создан пятью годами ранее как партийный орган, но был «конституализирован» и стал высшим конституционным органом в государстве декретом от 28 сентября 1928 года. Большой совет имел право вынести на обсуждение вопрос об отстранении Муссолини от должности. Однако только Муссолини мог созвать Большой совет и определить его повестку дня. Чтобы укрепить контроль над Югом, особенно Сицилией, он назначил Чезаре Мори префектом города Палермо с требованием уничтожить мафию любой ценой. В телеграмме Муссолини писал Мори:

У Вашего превосходительства карт бланш. Государственная власть должна быть безусловно, повторяю — безусловно восстановлена на Сицилии. Если существующие законы будут мешать Вам, это не будет проблемой. Мы издадим новые.
Оригинальный текст (итал.) Vostra Eccelenza ha carta bianca. L'autorità dello Stato deve essere assolutamente, ripeto assolutamente ristabilita in Sicilia. Se le leggi attualmente in vigore la ostacoleranno non costituirà un problema. Noi faremo nuove leggi.

Новый префект, не колеблясь, осаждал города, применял пытки, держал женщин и детей в качестве заложников, обязывая подозреваемых сдаться. За такие жестокие методы он получил прозвище «Железного префекта». Муссолини назначил Мори сенатором, а фашистская пропаганда возвестила стране, что мафия была разгромлена.
Начиная с 1929 года парламентские выборы в Италии стали проводиться на корпоративной основе. Установление полицейского государства завершилось созданием в январе 1939 года вместо распущенной Палаты депутатов Палаты фасций и корпораций, которая состояла из членов Большого фашистского совета и Национального совета корпораций, назначавшихся самим Муссолини, а также провозглашением в том же году Национальной фашистской партии — единственной политической партией.

### Экономическая политика
По всей Италии Муссолини начал несколько общественных строительных программ и правительственных инициатив для борьбы с экономическими трудностями и безработицей. Самой ранней и одной из самых известных его программ была Зелёная революция, известная также как «Борьба за хлеб», при осуществлении которой были построены 5000 новых ферм и пять новых сельскохозяйственных городов на земле, освоенной при осушении Понтинских болот.
В 1923 году была построена первая в Европе автомобильная дорога от Милана к озёрам, позднее была восстановлена система железных дорог, основательно разрушенная во время Первой мировой войны. В 1928 году Муссолини создал Службу дорог для строительства автострад по всей Италии.
24 декабря 1928 года Муссолини утвердил «Программу комплексной мелиорации земель», благодаря которой за 10 лет страна получила более 7700 тыс. гектаров новых пахотных земель. Заброшенные и невозделываемые территории были быстро приведены в порядок и заселены 78 тысячами крестьян из самых бедных районов Италии. Работы стали проводить на берегах реки По, на заболоченных равнинах по берегам Тирренского и Адриатического морей. Более 60 тысяч гектаров болот, столетиями являвшихся рассадниками малярии, были осушены и разделены на 3 тысячи участков для бедных. Там же строились новые города. С 1922 по 1930 год число клиник и больниц увеличилось в четыре раза. На Сардинии в 1930 году был построен образцовый сельскохозяйственный город Муссолиния, который в 1944 году переименовали в Арборею. Этот город был первым из тех тысяч, что Муссолини надеялся построить по всей стране для улучшения сельскохозяйственного производства. Этот план направил ценные ресурсы для производства зерна в ущерб другим, менее экономически жизнеспособным сельскохозяйственным культурам. Огромные тарифы, связанные с проектом, привели к его неэффективности, а государственные субсидии, предоставляемые фермерам, толкнули страну в ещё большие долги. Муссолини начал также «Сражение за землю» — политику, основанную на освоении земли, обрисованную в общих чертах в 1928 году. Это «сражение» осуществлялось с переменным успехом. Муссолини надеялся поднять благосостояние крестьян, но в действительности выгоду от его политики получили только владельцы крупных поместий. Такие проекты, как осушение Понтинских болот в 1935 году, были хороши для сельского хозяйства и в пропагандистских целях, обеспечивая занятостью безработных и разрешая крупным землевладельцам контролировать субсидии, другие проекты в «Сражении за землю» велись не очень успешно.
Муссолини боролся с экономическим спадом, вводя программу «Золото для Родины», поощряя общественность добровольно жертвовать золотые драгоценности. Даже Ракеле Муссолини пожертвовала своё собственное обручальное кольцо. Собранное золото расплавили и превратили в золотые слитки, которые затем были распределены среди национальных банков. Однако часть золотых колец разворовали фашистские функционеры, и кольца нашли после войны в их домах — на этих кольцах крепились занавески.
Муссолини стремился к государственному контролю над бизнесом: в 1935 году Муссолини утверждал, что три четверти итальянских фирм находятся под государственным контролем. В том же году он издал несколько указов для дальнейшего контроля над экономикой, в том числе заставил все банки, предприятия и частных граждан отказаться от всех своих иностранных акций в пользу облигаций Банка Италии. В 1938 году для сохранения покупательной способности лиры Муссолини прибег к регулированию цен и контролю над заработной платой. Он попытался превратить Италию в самостоятельную автаркию, устанавливая высокие пошлины на торговлю с большинством стран, исключая Германию.

### Правительство
Как итальянского диктатора Муссолини в первую очередь волновала пропаганда и покорение умов итальянцев. Пресса, радио, образование, фильмы — всё тщательно контролировалось для формирования общественного мнения, в котором фашизм предстаёт доктриной XX века, способной заменить либерализм и демократию.
Принципы этой доктрины были заложены в статье о фашизме, написанной Джованни Джентиле и подписанной Муссолини, которая появилась в 1932 году в Enciclopedia Italiana. В 1929 году с Ватиканом были подписаны Латеранские соглашения, в соответствии с которыми итальянское государство было наконец признано римско-католической церковью, а Ватикан, в свою очередь, получил признание Италией; соглашение включало также правовые положения, согласно которым итальянское правительство обязывалось защищать честь и достоинство папы римского путём судебного преследования виновных.
До прихода к власти в 1922 году Муссолини выступал с разгромными речами в адрес Палаты депутатов (например, во время Первой мировой войны он назвал парламент «зловонным чумным пятном, отравляющим кровь нации»), но он не был последовательным отрицателем парламентского строя: Муссолини не заботился о форме, его беспокоило внутреннее содержание. Он считал, что парламентская система сама по себе ни плоха, ни хороша, и в той или иной исторической ситуации парламентская система может дать чудесные результаты или привести страну к гибели.
Из парламента были удалены все коммунисты и социалисты, крайне левые клерикалы, а также и вступавшие в союз с ними республиканцы и радикалы. Парламент оказался основательно «вычищенным», и остались в нём преимущественно фашисты и сочувствующие им. 31 июля 1924 года в Италии создали министерство по делам печати и пропаганды, главой которого был назначен Дино Альфьери. Принятые им меры привели к закрытию большинства оппозиционных газет. Главным редактором газеты теперь мог стать только член фашистского профсоюза, объединявшего журналистов с партийными билетами. Профсоюзы были лишены какой-либо самостоятельности и были объединены в «корпоративную систему». Цель этой системы состояла в том, чтобы привести всех итальянцев в различные профессиональные организации или «корпорации», которые находились под тайным правительственным контролем.
Большие денежные суммы тратились на общественные работы, а также на знаковые международные проекты, такие как лайнер «Рекс» для завоевания Голубой ленты Атлантики, самый быстрый гидроплан в мире MC72 и трансатлантический перелёт Итало Бальбо с посадкой Чикаго, помпезно встреченный в Соединённых Штатах Америки. В 1928—1938 годах в Риме строился спортивный комплекс Foro Mussolini. Кроме того, там же был возведён обелиск Муссолини из каррарского мрамора, являющийся крупнейшим монолитом, выпиленным в XX веке, весом почти 300 т и высотой 17,40 м. В 1933 году для игр чемпионата мира по футболу в Турине, прошедшего в Италии в 1934 году, был построен стадион, носивший в ту пору имя «Муссолини».
31 октября 1926 года был принят новый закон, давший право правительству издавать законы без согласования с парламентом. 24 декабря министр юстиции Альфредо Рокко издал ряд законов, направленных на ликвидацию административных и политических институтов демократической системы. Дуче обрёл всю полноту исполнительной власти и более не отвечал ни перед кем, кроме короля.
2 сентября 1928 года Большой фашистский совет в соответствии с новым избирательным законом составил по предложениям профсоюзов и других объединений предвыборный список кандидатов в парламент, по которому избиратели голосуют «за» или «против» всего списка депутатов целиком. 24 марта 1929 года прошли выборы в парламент, которые показали, что Италия добровольно принимает фашизм (соотношение голосов за/против = 8,51/0,13 млн человек, при этом женщинам впервые было разрешено голосовать на выборах).

### Внешняя политика
Во внешней политике Муссолини переходил от пацифистского антиимпериализма к агрессивному национализму. Он мечтал сделать Италию страной, которая бы была «великой, уважаемой и которую боялись» по всей Европе и во всём мире. Скорым примером стал захват Корфу в 1923 году. Вскоре после этого он преуспел в создании марионеточного режима в Албании и в консолидации итальянской власти в Ливии, которая была захвачена с 1912 года. Его мечтой было сделать Средиземноморье mare nostrum («наше море» на латыни), и он создал большую военно-морскую базу на греческом острове Лерос для обеспечения стратегического удержания восточного Средиземноморья.
Подписав 7 февраля 1924 года договор между СССР и Италией о торговле и мореплавании, в первой статье которого провозглашалось установление «дипломатических и консульских сношений» между странами и взаимное признание «единственно законной и суверенной власти», Италия де-факто признала СССР.

#### Геноцид в Ливии
В 1919 году итальянское государство провело в Ливии ряд либеральных реформ, которые позволили получать образование на арабском и берберском языках и допускали возможность того, что ливийцы могут стать гражданами Италии. Джузеппе Вольпи, ставший губернатором Ливии в 1921 году и оставленный Муссолини на своём посту, отменил все меры, обеспечивающие равенство ливийцев с итальянцами. Политика конфискации земли у ливийцев и предоставления её итальянским колонистам придала новую силу ливийскому сопротивлению во главе с Омаром Мухтаром, и в ходе последовавшего за этим «умиротворения Ливии» фашистский режим развернул кампанию геноцида, направленную на убийство как можно большего числа ливийцев. К 1931 году более половины населения Киренаики было заключено в 15 концентрационных лагерях, в то время как Королевские военно-воздушные силы Италии устраивали химические атаки против бедуинов.

#### Завоевание Эфиопии
Претворяя в жизнь замысел итальянской Империи или Новой Римской империи, как её называли сторонники, фашистский режим в короткие сроки подготовил Италию ко вторжению в Абиссинию (староитальянское название Эфиопии). В октябре 1935 года Италия развязала войну против Эфиопии. Итальянские силы значительно превосходили абиссинские, особенно в авиации и танках. В мае 1936 года император Хайле Селассие был вынужден бежать из страны, в то время как итальянские войска, вступив в столицу страны Аддис-Абебу, объявили, что Эфиопия стала частью Итальянской Восточной Африки. В связи с победой в Эфиопии Муссолини провозгласил второе рождение Римской империи, а король Виктор Эммануил III принял титул императора Эфиопии.
Действия Италии в Эфиопии не получили международной поддержки, 7 октября 1935 года Лига Наций признала Италию агрессором. 11 ноября Совет Лиги Наций принял решение ввести экономические санкции против Италии — запретить поставки оружия и отдельных видов стратегического сырья (каучук, свинец, олово, хром), а также призвал страны-участники Лиги Наций ограничить импорт итальянских товаров и воздержаться от предоставления Италии кредитов и займов. При этом эмбарго не распространялось на нефть, уголь и металл, а также позволяло Италии закупать необходимые материалы через посредничество третьих стран, не участвовавших в санкциях по отношению к Италии. При этом США и Германия отказались ввести санкции.

#### Гражданская война в Испании
Опасаясь, что в ходе гражданской войны в Испании победят коммунисты, дуче  оказывал активную поддержку националистам, сражавшимся против республики. С 1936 года началось сближение Муссолини и Адольфа Гитлера. Поводом к этому стала совместная военная и экономическая поддержка выступления генерала Франко в Испании.
В частности, на стороне Франко воевали 150 тысяч итальянцев. 18 ноября 1936 года Италия признала франкистов, 28 ноября 1936 года было подписано итало-испанское соглашение, вслед за этим Италия отправила в территориальные воды Испании корабли военно-морского флота, которые действовали в Средиземном море в интересах франкистов; итальянские пилоты совершили 86 420 вылетов, сбросив на территорию Испании 11 585 тонн бомб. По официальным данным правительства Италии, расходы на участие Италии в войне составили 14 млрд. лир; в боевых действиях в Испании на стороне франкистов принимали участие 150 тысяч итальянцев; франкистам были поставлены 1000 самолётов, 950 единиц бронетехники, 7633 автомашин, 2 тыс. артиллерийских орудий, 241 тыс. винтовок, 7,5 млн снарядов, а также 17 тыс. авиабомб, 2 подводные лодки, 4 эсминца и иное снаряжение и военное имущество.

## Страны «оси»

### Отношения с Третьим рейхом
Отношения между Муссолини и Гитлером вначале были неоднозначными. Особенно они ухудшились, когда в 1934 году нацисты убили друга и союзника итальянцев Энгельберта Дольфуса, австрофашистского диктатора Австрии.
14 июня 1934 года Муссолини принимал Гитлера в Венеции. По окончании визита дуче так отозвался о своём госте: 

Этот назойливый человек… этот Гитлер — существо свирепое и жестокое. Он заставляет вспомнить Аттилу. Германия так и осталась со времён Тацита страной варваров. Она — извечный враг Рима.
25 июля 1934 года, пытаясь совершить государственный переворот, нацисты убили канцлера Австрии Энгельберта Дольфуса. Муссолини спешно мобилизовал четыре дивизии, приказал им подойти к границе — на перевал Бреннер — и быть готовыми направиться на помощь австрийскому правительству. Муссолини рассчитывал на поддержку Великобритании и Франции — но они бездействовали. Но и действий Италии достаточно было для того, чтобы Гитлер отступил и попытка переворота провалилась. Муссолини выступил для прессы: 

Германский канцлер не раз давал обещание уважать независимость Австрии. Но события последних дней со всей очевидностью показали, намерен ли Гитлер соблюдать свои права перед Европой. Нельзя подходить с обычными моральными мерками к человеку, который с таким цинизмом попирает элементарные законы порядочности.
Муссолини в беседе с представителями прессы в августе 1934 года назвал Гитлера «отвратительным сексуальным дегенератом», а «германский национал-социализм — диким варварством», заявив, что «европейская цивилизация будет разрушена, если позволить этой стране убийц и педерастов завладеть нашим континентом».
4 января 1937 года Муссолини провёл переговоры с Германом Герингом — эмиссаром Гитлера. В ответ на предложение Геринга считать аннексию Австрии делом решённым, Муссолини покачал головой и решительно заявил, что не потерпит никаких изменений в австрийском вопросе.
Муссолини отклонил приглашение посетить Германию, но послал вместо себя зятя Галеаццо Чиано. С 21 по 24 августа Чиано провёл с Константином фон Нейратом переговоры, по окончании которых его ожидал приём у Гитлера.
После пяти отказов посетить Германию дуче наконец принял приглашение «фюрера» в сентябре 1937 года. Одетый в форму штурмовых отрядов Гитлер на протяжении недели разворачивал перед гостем вереницу грандиозных парадов, собирал огромные митинги, демонстрировал блеск отлаженной военной машины, одновременно показывая свою власть над толпой. Военная мощь Германии, дисциплина и высокий моральный дух солдат потрясли дуче. 29 сентября в Берлине перед многотысячной толпой Муссолини провозгласил: 

Итальянский фашизм обрёл наконец друга, и он пойдёт со своим другом до конца.
Муссолини, увидев артиллерийские заводы в Гессене, внушительные цейхгаузы в Потсдаме, манёвры отлично экипированных войск в районе Мекленбурга, стрельбу дальнобойной артиллерии на Балтике, был ошарашен и восхищён отлаженной военной машиной Германии. Будучи под впечатлением от визита в Германию, «дуче» решил, что она лучше всех подготовлена к войне, а Гитлер скоро станет вершителем судеб Европы. Поэтому с ним лучше дружить, чем враждовать. В связи с этим Муссолини пришлось закрыть глаза на аншлюс Австрии, который произошёл в марте 1938 года.
В конце сентября 1938 года Муссолини взялся за урегулирование так называемого Судетского кризиса. Получив от представителей министерства иностранных дел Германии требования к Чехословакии, Муссолини, приехав на Мюнхенскую конференцию с рейхсканцлером Германии Адольфом Гитлером, премьер-министром Великобритании Невиллом Чемберленом, премьер-министром Франции Эдуаром Даладье, выдал их за свои предложения по мирному решению вопроса. Подписанное в результате Мюнхенское соглашение заключалось в передаче Германии Судетской области Чехословакии в обмен на обещание Гитлера не выдвигать более территориальных претензий в Европе. Дуче был доволен, что он выглядел как вершитель судеб Европы. В Италии его при возвращении встречали как героя: люди вставали на колени вдоль железной дороги, по которой ехал поезд Муссолини, а на вокзал его приехал встречать король. Однако эйфория закончилась в марте 1939 года, когда Гитлер, не уведомив дуче и вопреки всем соглашениям, оккупировал оставшуюся часть Чехословакии. «Итальянцы осмеют меня, — кричал уязвленный Муссолини. — Каждый раз, когда Гитлер захватывает страну, он просто присылает мне с известием гонца».

### После Мюнхенской конференции
У Муссолини были имперские планы на Тунис, и он имел некоторую поддержку в этой стране. В марте 1939 года Гитлер вторгся в Чехословакию. Стремясь восстановить честь от прошлых поражений, Италия в апреле вторглась в Албанию, победив всего лишь в течение пяти дней и вынудив албанского короля бежать.
22 мая 1939 года министры иностранных дел Италии и Германии Галеаццо Чиано и Иоахим фон Риббентроп подписали итало-германский договор об оборонительном и наступательном союзе (так называемый «Стальной пакт»). Король Италии Виктор Эммануил III опасался договора, одобряя более традиционных итальянских союзников, таких как Франция.
Гитлер был полон решимости начать вторжение в Польшу, поэтому Муссолини направил в Германию Чиано с целью предупредить, что это, вероятно, приведёт к войне, которую лучше отложить на четыре, а лучше семь-восемь лет. Гитлер и Риббентроп, выслушав Чиано, заявили, что вместо этого Великобритания и другие западные страны отступят, и предложили Италии начать вторжение в Югославию. Муссолини предложение казалось заманчивым, но объявление войны было бы губительным для Италии ввиду крайней нехватки вооружения. Король Виктор Эммануил тоже выступал за нейтралитет Италии в этой войне. Однако, вопреки обязательствам Италии, после начала войны между Германией, с одной стороны, и Польшей, Францией и Великобританией, с другой, дуче заявил о своём нейтралитете. Он направил Гитлеру телеграмму, в которой сообщил, что если Германия нападет на Польшу, а Франция и Англия предпримут ответные меры, Италия в войну не вступит. Муссолини приказал ускорить работы по строительству оборонительных сооружений на границе с Германией, а Италия продолжила поставлять Франции авиационное оборудование и автомобили.

### Вторая мировая война
После начала Второй мировой войны министр иностранных дел Италии Чиано и представитель Великобритании виконт Галифакс проводили тайные телефонные переговоры. Британцы хотели видеть Италию на своей стороне против Германии, как это было в Первой мировой войне. Французское правительство было настроено к Италии более прохладно. В сентябре 1939 года Франция приняла решение обсудить с Италией спорные вопросы, но поскольку французы не желали обсуждать территориальные споры о Корсике, Ницце и Савойе, Муссолини не откликнулся на инициативу французского руководства.

Пока Дуче жив, можно не сомневаться, что Италия будет использовать каждую возможность для достижения своих империалистических целей.
— Адольф Гитлер, конец ноября 1939 года
В начальный период войны дуче решил занять нейтральную позицию, но поскольку сам термин «нейтральный» ему не нравился, он назвал Италию «невоюющей стороной». Муссолини намекал своим приближённым, что если Германия будет проигрывать, то он может перейти на другую сторону, а если наоборот, то вступит в войну на стороне Германии. В тот момент, когда Муссолини показалось, что западные державы могут выиграть, он через Чиано сообщил, что они могут рассчитывать на Италию, а чуть позже, узнав о планах немцев напасть на Бельгию, сообщил об этом бельгийцам. Гитлер, почти сразу узнавший об этом поступке Муссолини, решил, что не может больше доверять последнему. Малопонятные поступки Муссолини привели к тому, что за рубежом его стали считать единственной надеждой на возвращение мира. 18 марта 1940 года дуче встретился с Гитлером на перевале Бреннер. Муссолини дал обещание вступить в войну, однако лишь после того, как основные силы Франции будут разгромлены немцами. Он высказал требование передать Италии Южную Францию, Корсику, Савойю и Ниццу, а также Тунис с Бизертой и Французское Сомали, но спустя несколько часов передумал и заявил, что не претендует на французские колонии.
Муссолини, зная о неготовности Италии к войне, но будучи убеждённым, что война скоро закончится немецкой победой, решил вступить в войну на стороне «оси». Соответственно, Италия объявила войну Великобритании и Франции 10 июня 1940 года и присоединилась к немцам в борьбе за Францию. На следующий день король назначил Муссолини главнокомандующим всех итальянских вооружённых сил, который немедленно отдал приказ маршалу Бадольо начать наступление на Францию. Однако, 32 итальянские дивизии оказались не в состоянии сколько-нибудь значительно потеснить 6 французских дивизий с их позиций в Альпах. Только спустя одиннадцать дней Франция сдалась державам «оси». Под контроль итальянцев перешла Ницца и другие юго-восточные районы Франции. Тем временем итальянские силы Восточной Африки напали на британцев в Судане, Кении и британской колонии Сомалиленд. 3 августа 1940 года британский Сомалиленд был завоёван и стал частью итальянской Восточной Африки.
Прошло более месяца, прежде чем 10-я итальянская армия, которой командовал генерал Родольфо Грациани, перебралась из итальянской Ливии в Египет, где были расположены британские силы. Этому предшествовал разговор Муссолини и Грациани, в ходе которого последний указал, что дуче предоставил своим военачальникам мало инициативы, а сам был не способен прийти к решению, где сконцентрировать войска. После этого Муссолини отдал приказ наступать, и итальянские войска перешли границу с Египтом. 25 октября 1940 года Муссолини послал в Бельгию итальянский воздушный корпус, который сражался против Великобритании в течение двух месяцев. В октябре Муссолини, не посоветовавшись со своим генералитетом и вопреки просьбе Гитлера, послал итальянские силы в Грецию, начав итало-греческую войну. Командующий армией в Египте Грациани узнал о нападении на Грецию по радио. После первоначальных военных успехов последовали неудачи, греческая армия в ходе контрнаступления перенесла свои действия в оккупированную Албанию и Италия потеряла четверть албанской территории. Вскоре Германия перебросила часть своих сил на Балканы и разгромила греческую армию, которая сложила оружие. По результатам неудачной войны в Греции Муссолини уволил начальника Генерального штаба маршала Бадольо и назначил на его место генерала Уго Кавальеро. Гитлер высказал своим подчинённым мысль, что в неудачах итальянской армии виноват Муссолини, который распылил военные силы Италии и начал ненужную войну в Греции, кроме того, итальянских генералов следовало не снимать с должностей, их надо расстрелять, а войска, позволившие себе отступить, уничтожить.
События в Африке изменились в начале 1941 года, когда операция «Компас» позволила сдержать натиск итальянцев в Египте и привела к огромным потерям в итальянской армии. Была предпринята также атака против итальянских сил в Восточной Африке. Несмотря на сопротивление, итальянцы были разбиты в битве при Керене и потерпели окончательное поражение в битве при Гондаре. В феврале 1941 года войска антифашистского блока взяли Аддис-Абебу, и Италия ровно через пять лет после создания потеряла свою Восточно-Африканскую империю. Из-за угрозы потери контроля над всеми итальянскими владениями в Северной Африке Германия наконец отправила в поддержку Италии Немецкий Африканский корпус.
Тем временем на Балканах операция «Марита» закончила итало-греческую войну победой стран «оси», Греция была оккупирована Италией и Германией. Со вторжением войск «оси» на территорию Советского Союза Муссолини объявил войну Советскому Союзу в июне 1941 года. 10 июля 1941 года он предложил отправить итальянские войска на Восточный фронт, и немцы с неохотой приняли предложения Муссолини, предпочитая, чтобы Италия сосредоточила своё внимание на Северной Африке. После японского нападения на Перл-Харбор он объявил войну Соединённым Штатам Америки. Японцы заранее сообщили Муссолини о своих планах и немедленно получили его одобрение.
В мае 1941 года англичане с помощью партизан освободили Эфиопию, а также заняли итальянские колонии Эритрею и Сомали. К этому времени переброска в Ливию Африканского корпуса генерала Роммеля привела к тому, что в Северной Африке перевес оказался на стороне итальянско-германских войск. Роммель сумел не только вернуть Киренаику, но и дойти летом 1942 года до Эль-Аламейна (в 100 км от Александрии).
23 октября 1942 года началось контрнаступление английских войск под Эль-Аламейном, закончившееся полным разгромом итальянцев и немцев. 8 ноября 1942 года в Марокко начали высадку американцы. 13 мая 1943 года итальяно-германские войска в Африке общей численностью 250 тысяч человек (примерно половина из них — итальянцы) капитулировали в Тунисе. 10 июля 1943 года англо-американцы высадились на Сицилии. 19—20 июля 1943 года Муссолини встретился с Гитлером в Фельтре, прося его организовать оборону Сицилии, но Гитлер, занятый сражением на Курской дуге, не имел возможности помочь союзнику и потребовал от Муссолини эвакуироваться.

### Смещение и арест
К 1943 году среди элиты, включая даже верхушку Фашистской партии, сформировалось убеждение о необходимости смещения Муссолини и выхода из войны, поскольку утратили доверие к его диктатуре. При известии о высадке в Сицилии лидеры Фашистской партии во главе с Дино Гранди начали настаивать, чтобы Муссолини созвал Большой фашистский совет. Не собиравшийся с 7 декабря 1939 года Совет был созван 24 июля 1943 года и вынес в ночь на 25 июля 1943 года резолюцию, требовавшую передачи верховного командования армией в руки короля, но фактически отставки Муссолини. Муссолини не признал эту резолюцию обязательной для себя, а лишь рекомендацией королю, но на следующий день он был вызван на аудиенцию к королю и там арестован. Король на встрече с Муссолини заявил, что война безнадёжно проиграна, а моральный дух армии сломлен. После этого было сформировано правительство во главе с маршалом Пьетро Бадольо. Известие об аресте Муссолини вызвало бурные антифашистские выступления, и 27 июля было объявлено о роспуске Фашистской партии.
Бадольо начал тайные переговоры с англичанами и американцами о выходе из войны, и 3 сентября было подписано перемирие, одним из пунктов которого являлась выдача Муссолини. В тот же день англо-американские войска начали высадку в Италии. 8 сентября о выходе Италии из войны было объявлено официально. В ответ немцы оккупировали северную и центральную Италию.

### Итальянская социальная республика
12 сентября 1943 года Муссолини, которого содержали в отеле «Альберго-Рифуджио» в Апеннинских горах, был освобождён немецкими десантниками под командованием Отто Скорцени. К этому времени у Муссолини было очень слабое здоровье, и он хотел уйти на покой. Однако он был немедленно доставлен в Германию для разговора с Гитлером в его ставку в Восточной Пруссии. Там Гитлер пригрозил ему, что, если он не согласится возвратиться в Италию и создать там новое фашистское государство, то будут разрушены Милан, Генуя и Турин. Муссолини договорился о создании нового режима — Итальянской социальной республики, неофициально известной как «Республика Сало»  из-за столицы в городе Сало.
Муссолини жил вместе с Кларой Петаччи в Гарньяно на озере Гарда в Ломбардии, но в ту пору он был не более чем марионеткой в руках своих немецких освободителей. После освобождения Муссолини, уступая давлению со стороны Гитлера и оставшихся лояльными фашистов, которые сформировали правительство Итальянской социальной республики и Республиканскую фашистскую партию, и сам желая этого, организовал специальный военный трибунал и издал указ, предусматривающий смертную казнь всем, кто «предал идеи фашизма». Суд, проходивший в Вероне, приговорил к смертной казни пять фашистских лидеров, которые предали Муссолини на последнем заседании Большого фашистского совета. Одним из казнённых был его зять Галеаццо Чиано. Будучи главой Итальянской социальной республики, Муссолини занимался также написанием мемуаров.

Да, мадам, я закончил. Моя звезда упала. Я работаю, и я стараюсь, но знаю, что это всё — всего лишь фарс… Я жду конца трагедии — я не чувствую себя больше актёром. Я чувствую, что я последний из зрителей.
— Бенито Муссолини в интервью Маделин Моллир в 1945 году
В апреле 1945 года французский политик Виктор Бартелеми, состоявший во Французской народной партии Жака Дорио, записал интервью с Бенито Муссолини, которое часто истолковывается как политическое завещание Муссолини. В этом завещании Муссолини выразил сожаление, что за время своего нахождения у власти не сумел нейтрализовать капиталистов, которые, как считал дуче, и организовали успешный государственный переворот в 1943 году, а также предоставить «народу его часть власти». Что касается внешней политики, то Муссолини назвал войну против СССР ошибочной, считая, что помощь СССР пригодилась бы Италии в войне против Великобритании и США; он раскритиковал также расовую теорию нацистов и осудил их славянофобскую пропаганду.

## Расстрел
17 апреля 1945 года Муссолини приехал в Милан. Он собирался организовать сопротивление в Вальтеллине, севернее Бергамо. 25 апреля он провёл долгие переговоры с руководителем Сопротивления генералом Кадорной и членами КНОСИ Мараццой и Ломбарди. Муссолини хотел напомнить, что в стране ещё находятся немецкие войска, и очень огорчился, узнав, что немцы имеют намерение сложить оружие.
Вскоре Муссолини и его сподвижники направились к озеру Комо в долину Вальтеллина. Прибыв около 9 часов вечера в город Комо, они заняли здание местной префектуры. Утром маленький отряд двинулся вдоль озера Комо к Менаджо, откуда дорога идёт в Швейцарию. Маршал Грациани, боясь попасть в руки партизан, предпочёл сдаться американцам.
В ночь с 26 на 27 апреля беглецы присоединились к отряду из 200 немцев, которые собирались перейти границу. Чуть позже с ними встретились Алессандро Паволини и Клара Петаччи. У деревеньки Муссо колонну остановил партизанский заслон. Командир партизан согласился пропустить колонну, но лишь только немцев, потребовав выдать их итальянских союзников, которые следовали вместе с колонной. Немецкий лейтенант попытался провезти Муссолини, надев на него форму унтер-офицера люфтваффе и спрятав в кузове грузовика. Партизаны осмотрели машины, и один из них узнал дуче. Немцы были вынуждены отдать Муссолини партизанам.
Препровождённый в деревню Донго, Муссолини провёл ночь в крестьянском доме. По приказу руководства КНОСИ небольшой отряд во главе с подполковником Валерио (Вальтер Аудизио) забрал Муссолини и Клару Петаччи из рук партизан. 28 апреля в 16 часов 10 минут они были расстреляны на окраине деревни Меццегра.
Мёртвые тела дуче и его любовницы, как и тела шести других фашистских руководителей, перевезли в Милан, где подвесили за ноги к перекрытиям бензоколонки на площади Лорето. Лицо бывшего диктатора было обезображено до неузнаваемости.
Французский профессор Пьер Мильза, директор Центра по изучению истории Европы XX века, в книге «Последние дни Муссолини» констатирует, что обстоятельства смерти дуче до сих пор не прояснены. Он обращает внимание на то, что Уинстон Черчилль ещё в 1926 году называл Муссолини «величайшим из живущих законодателей», а в 1940 году — просто «великим». В расстреле дуче принимали участие сотрудники английской «Intelligence Service». Черчилль был заинтересован в получении своей переписки с Муссолини, которую они как главы правительств вели, в частности, по вопросам английских и итальянских колоний — её содержимое могло скомпрометировать британского премьера. Близкую позицию занимает итальянский исследователь Роберто Роджеро: он утверждает, что Вальтер Аудизио физически не мог находиться на месте событий. Журналист и историк Арриго Петакко не считает факт существования переписки бесспорно доказанным, но в своей книге о Муссолини излагает историю возникновения ещё в 1945 году версии о её подлинности (сторонники этой теории относят к аргументам в её защиту такое событие, как поездка Черчилля летом 1945 года в места, где был казнён Муссолини).
29 апреля 2012 года на доме, у которого расстреляли Муссолини и Петаччи, была открыта мемориальная доска с портретами обоих. На открытии присутствовал глава администрации Меццегры.

### Тело Муссолини
Тела Муссолини и Петаччи были привезены в Милан. На автозаправке у площади Лорето (где 10 августа 1944 года были казнены 15 партизан-антифашистов) их вместе с телами пятерых других расстрелянных деятелей фашистской партии повесили вверх ногами. После этого верёвки подрезали, и тела некоторое время лежали в сточной канаве. 1 мая 1945 года Муссолини и Петаччи были похоронены на миланском кладбище Музокко (Чимитеро Маджиоре) в безымянной могиле на участке для бедных.
Фашистского лоялиста Акилле Стараче схватили, приговорили к смертной казни, затем доставили на площадь Лорето и показали ему тело Муссолини. Стараче, который однажды сказал о Муссолини «Он есть Бог», салютовал своему лидеру, после чего был расстрелян. Тело Стараче подвесили рядом с телом Муссолини.
На Пасху 1946 года тело Муссолини было эксгумировано и похищено тремя фашистами под руководством Доменико Леччизи. Тело было найдено в августе того же года, однако оставалось непогребённым в течение 10 лет из-за отсутствия политического консенсуса. С 1956 года тело Муссолини покоится в семейном склепе в родном городе Предаппио.
В 2011 году в Италии был создан документальный фильм «Тело вождя» (итал. Il corpo del Duce), посвящённый тому, что происходило с телом дуче после смерти.

## Личная жизнь
Первый раз Муссолини женился на Иде Дальзер в Тренто в 1914 году. Спустя год у пары появился сын Бенито Альбино. В декабре 1915 года Муссолини женился на Ракеле Гуиди, его любовнице с 1910 года, после прихода к власти вся информация о первом браке замалчивалась, а жена и сын подверглись репрессиям. От Ракеле у Муссолини были две дочери, Эдда и Анна-Мария, и трое сыновей Витторио, Бруно и Романо. У Муссолини было много любовниц, среди которых Маргарита Царфати и его последняя компаньонка, Клара Петаччи. Кроме того, у Муссолини были неисчислимые краткие сексуальные контакты с женщинами, как сообщает его биограф Николас Фаррелл. Третий сын, Бруно, погиб 7 августа 1941 года в авиационной катастрофе во время испытательного полёта на бомбардировщике P108. Из внуков и внучек известным политиком стала Алессандра Муссолини.

### Религиозные убеждения
Будучи в молодые годы социалистом, Муссолини придерживался атеистических взглядов, при этом лично оставался человеком суеверным до вздорности — боялся людей с физическими недостатками, особенно горбунов и уродов, не любил бородатых мужчин, считал числа 13 и 17 «несчастливыми», а когда в Италию пришли сообщения о гибели членов экспедиции Говарда Картера и графа Карнарвона, приказал убрать из Палаццо Киджи привезённую в подарок мумию. Резко антиклерикальная позиция была характерна и для раннего фашизма во главе с Муссолини.

Религия — один из видов психических заболеваний. Она всегда вызывала болезненную реакцию человечества.
Однако, придя к власти, Муссолини отрёкся (или сделал вид, что отрёкся) от атеизма и заявил, что «он глубоко религиозный человек» и что фашизм сам по себе является глубоко религиозным явлением.
5 декабря 1922 года Муссолини в своей речи о католической религии сказал: 

Фашизм уважает Бога, аскетов, святых, героев и веру, которая наполняет молитвой сердца простых людей из народа. В отличие от большевизма, фашизм не пытается изгнать Бога из человеческих душ.
В 1938 году (после аннексии Австрии) Муссолини написал папе римскому Пию XI секретное письмо с просьбой отлучить Гитлера от церкви.

### Расистские взгляды
Взгляды Муссолини на расы были противоречивыми. Так, в 1923 году Муссолини назвал Рим «вечным сердцем нашей расы».
В книге под названием «Неизвестный Муссолини» содержатся отрывки из дневников Клары Петаччи, написанные между 1932 и 1938 годами. В частности, в дневниках рассказывается, что дуче считал Адольфа Гитлера чрезмерно сентиментальным человеком, однако завидовал славе и могуществу нацистского диктатора. Он подчёркивал, что его расистские и антисемитские убеждения зародились ещё в 1920-х годах, то есть до того, как к Гитлеру пришла известность:

Я стал расистом ещё в 1921 г. Некоторые думают, что я в этом вопросе пытаюсь имитировать Гитлера, но это не так. Необходимо, чтобы итальянцы уважали свою расу.
Ещё одна запись в дневнике свидетельствует, что Муссолини был недоволен тем, что итальянцы в африканских колониях завязывают отношения с местными жителями:

Каждый раз, когда получаю отчёт из Африки, я расстраиваюсь. Только сегодня, например, ещё пять человек были арестованы за сожительство с чернокожими. Ох уж эти грязные итальянцы, они способны разрушить империю быстрее чем за семь лет. Их не останавливает чувство расовой принадлежности.
В феврале 1922 года, во время визита в Пулу, Муссолини называл славян «низшими и варварскими» и заявлял, что «легко пожертвовать 500 000 варварами славянами ради 50 000 итальянцев».
Однако после убийства Энгельберта Дольфуса Муссолини пытался дистанцироваться от Гитлера, отвергнув большую часть расизма (в частности, нордицизм и германицизм) и радикального немецкого антисемитизма. Муссолини в этот период отклонил биологический расизм, по крайней мере в нацистском виде, а вместо этого выделил усиленную «итальянизацию» частей итальянской империи, которую он хотел построить. Он заявил, что идеи евгеники и в расовом отношении понятие «арийской нации» не могут быть возможны.
Когда немецко-еврейский журналист Эмиль Людвиг спросил Муссолини о его взглядах относительно расы, Муссолини воскликнул:

Раса! Это чувство, а не действительность: на девяносто пять процентов, по крайней мере, — это чувство. Ничто никогда не заставит меня поверить, что сегодня существуют биологически чистые расы. Достаточно забавно, что ни один из тех, кто провозгласил «величие» тевтонской расы, не был германцем. Гобино был француз, Хьюстон Чемберлен — англичанин, Вольтман — еврей, Лапуж — француз.
Оригинальный текст (англ.)Race! It is a feeling, not a reality: ninety-five percent, at least, is a feeling. Nothing will ever make me believe that biologically pure races can be shown to exist today. Amusingly enough, not one of those who have proclaimed the "nobility" of the Teutonic race was himself a Teuton. Gobineau was a Frenchman, Houston Chamberlain, an Englishman; Woltmann, a Jew; Lapouge, another Frenchman.

Муссолини был особенно чувствителен к немецким обвинениям, что итальянцы — это смешанная раса. Обсуждая нацистское постановление, что немцы должны иметь паспорт, приписывающий их или к арийской расе, или к евреям, летом 1934 года Муссолини поинтересовался, каким образом они будут определять членство в «германской расе»:

Но какая раса? Существует ли немецкая раса? Существовала ли она когда-нибудь? Будет ли существовать? Действительность, миф или обман теоретиков? Ну что ж, мы отвечаем — германской расы не существует. Любопытно. Ступор. Мы повторяем. Не существует. Мы не говорим так. Учёные говорят так. Гитлер говорит так.
Оригинальный текст (англ.)But which race? Does there exist a German race? Has it ever existed? Will ever exist? Reality, myth, or hoax of the theorists? Ah well, we responed, a Germanic race does not exist. Various movements. Curiosity. Stupor. We repeat. Does not exist. We dont say so. Scientists say so. Hitler says so.

В речи, произнесённой в Бари в 1934 году, он повторил своё отношение к германской идеологии господствующей расы:

Тридцать веков истории позволяют нам с величайшей жалостью смотреть на некоторые доктрины, проповедуемые за Альпами потомками тех, кто был неграмотен, когда в Риме были Цезарь, Вергилий и Август.
Тем не менее в 1934 году Муссолини запретил книгу «Чёрная любовь» о романе итальянки и негра. В 1929 году при основании Итальянской академии евреи в неё включены не были, а в 1934 году в газетах была проведена антисемитская кампания.
Позже Муссолини издал ряд расистских законов:
- 19 апреля 1937 года — декрет о запрете смешения с эфиопами[216]
- 30 декабря 1937 года — декрет о запрете смешения с арабами[216]
- 5 сентября 1938 года — декрет об ограничении прав евреев[218]

Согласно данным Ричарда Босворта, в результате антисемитских законов, введённых в Италии, были депортированы в нацистские концентрационные лагеря семь тысяч евреев, из которых 5910 погибли.
Даже после введения расовых законов Муссолини продолжал делать противоречивые заявления о расе. Антисемитизм был непопулярен в фашистской партии; однажды, когда фашистский учёный выразил Муссолини протест по поводу обращения с его еврейскими друзьями, Муссолини сказал: «Я полностью согласен с вами. Я ни капельки не верю в эту дурацкую антисемитскую теорию. Я провожу свою политику исключительно по политическим мотивам». Гитлер был разочарован отсутствием антисемитизма у Муссолини.

### Увлечения
Дуче занимался фехтованием, плаванием, лыжами, конной ездой, совершал длительные пробежки по пляжу, участвовал в регатах, был страстным автомобилистом. Занимался лётным спортом и носил звание «первого пилота итальянской империи». Увлечениями Муссолини пропагандировал возглавляемое им движение за здоровый образ жизни. Муссолини посещал футбольные матчи; считается, что Муссолини болел за римский «Лацио», однако футбольные специалисты полагают, что если он и болел за футбольный клуб, то это был римский клуб «Рома», на матчах которого он часто появлялся.
Любил музыку, с детства играл на скрипке. Фриц Крейслер в частных беседах одобрительно говорил, что для любителя он играл на скрипке well. Игорь Стравинский вспоминал, как в 1932 году Муссолини принимал его в канцелярии Палаццо Венеция: «Он сказал, что играет на скрипке, и я быстро проглотил едва не вырвавшееся у меня замечание о Нероне».
Гордился своим знанием немецкого.

## Оценки личности
Гитлер высказывался так: «При встречах с дуче я всегда испытываю особую радость; он грандиозная личность». Восхищались Муссолини и Черчилль с Рузвельтом. Черчилль (правда, задолго до того, как получил должность премьер-министра) назвал Муссолини «новым Цезарем XX века и лучшим законодателем среди ныне живущих».
Папа Римский Пий XI считал его «человеком Провидения», Пий XII сказал о нём: «величайший из людей, которых я знаю, и один из наиболее добродетельных».
Глава французского правительства Леон Блюм говорил: «Я доверяю Муссолини не больше, чем Гитлеру. Я пожал бы руку Гитлеру, но ни за что — Муссолини». Йозеф Геббельс критиковал дуче за недостаточную революционность: «Он привязан к своим итальянцам настолько, что это лишает его широты революционера и мятежника мирового масштаба…» При этом Геббельс соглашался с мнением Гинденбурга, который сказал, что «даже Муссолини не удастся сделать из итальянцев что-нибудь большее, чем итальянцы».
Уинстон Черчилль во время поездки в Италию в 1927 году отозвался о Муссолини:
Я, как и многие до меня, не мог не подпасть под обаяние его мягкой и простой манеры общения и его спокойного, отстраненного самообладания вопреки столь многим тяготам и опасностям. Во-вторых, каждому было ясно, что он не думает ни о чем ином, кроме как о долговременном благе — как он его понимает — итальянского народа, и что все прочие, более мелкие соображения не имеют для него ни малейшего значения.
Муссолини утверждал, что был знаком с Владимиром Лениным, и что тот им восхитился, пока не заявил, что они никогда не встречались. В период Республики Сало Никола Бомбаччи, наиболее близкий Муссолини человек в 1944—1945 годы, в начале 1920-х годов году бывший одним из лидеров итальянской компартии, возродил эту легенду: Бомбаччи писал в 1944 году в пропагандистской статье о Муссолини, что Ленин, принимая делегацию итальянских коммунистов, выбранил их и заявил: «В Италии был один социалист, способный повести народ к революции. Муссолини. Вы его потеряли и не смогли его вернуть!»
Историк Лев Белоусов оценивает Муссолини как «волевого и решительного прагматика, лишённого „моральных оков“ и глубоко презиравшего людей, он шёл напролом к вершине могущества» и в то же время говорит о нём, как о «незаурядном актёре и позере», человеке, который мог увлечь итальянцев «красивой фразой и дерзким лозунгом».
Британский историк Денис Смит считает, что «по вине Муссолини пострадало множество людей, но многие его любили и восхищались им. Он был не только человеком трезвого ума, но умел очаровывать и обладал способностью перевоплощения, когда хотел завоевать доверие». По словам Смита, у Муссолини был «причудливый характер и его не просто было понять. В отношении других людей он был актёром, игравшим несколько ролей сразу, которые не всегда можно было понять и согласовать между собой. Обладая сценическим талантом, он был ещё и величайшим пропагандистом».

## Награды
Итальянские
- Высший орден Святого Благовещения (1924 год)[235].
- Савойский военный орден степени кавалера Большого креста (1936 год)[236].
- Гражданский и военный орден Римского орла степени кавалера Большого креста (1944 год)[237].
- Также удостоен следующих наград[чеш.]: орден Святых Маврикия и Лазаря степени кавалера Большого креста, орден Короны Италии степени кавалера Большого креста, колониальный орден Звезды Италии степени кавалера Большого креста, крест «За боевые заслуги», медаль «В память итало-австрийской войны 1915-1918 годов», медаль Победы, медаль «В память объединения Италии», медаль «В память похода на Рим», крест за выслугу 20 лет в Добровольной милиции национальной безопасности[238].

Иностранные
- Орден Бани степени Рыцаря Большого креста (Великобритания, 1923 год)[239]. Лишён в 1940 году[240].
- Орден Белого орла (Польша, 1923 год)[241].
- Мальтийский орден степени бальи — кавалера Большого креста (Мальта, 1923 год)[242].
- Большой крест ордена Почётного легиона (Франция, 1923 год)[243]
- Орден Карлоса III с цепью (Испания, 1924 год)[244].
- Крест Свободы 3-й степени (Эстония, 1925 год)[245].
- Орден Военно-морских заслуг (Испания, 1926 год)[246].
- Орден Белого льва 1-й степени (Чехословакия, 1926 год)[247].
- Орден Креста Витиса 1-й степени (Литва, 1927 год)[248].
- Военный орден Лачплесиса 1-й степени (Латвия, 1928 год)[249].
- Орден Святого Гроба Господнего Иерусалимского (Ватикан, 1929 год)[250].
- Орден Башни и Меча степени кавалера Большого креста (Португалия, 1929 год)[251].
- Орден Серафимов (Швеция, 1930 год)[252].
- Орден Золотой шпоры (Ватикан, 1931 год)[253].
- Орден Сверкающего Нефрита степени кавалера Большого креста (Китай, 1934 год)[254].
- Орден Южного Креста степени кавалера Большого креста (Бразилия, 1934 год)[255].
- Орден Звезды Непала 1-го класса (Непал, 1934 год)[256].
- Почётный знак Немецкого Красного креста особой степени кавалера Большого креста (Германия, 1934 год)[257].
- Знак «Лётчик-наблюдатель» в золоте с бриллиантами (Германия, 1937 год)[258].
- Орден Заслуг германского орла особой степени кавалера Большого креста с бриллиантами (Германия, 1937 год)[259].
- Имперский орден Ярма и Стрел степени кавалера Большой цепи (Испания, 1937 год)[260].
- Орден Кетцаля степени кавалера Большого креста (Гватемала, 1937 год)[261].
- Высший орден Хризантемы с Большой лентой (Япония, 1938 год)[262].
- Кавалеры Большой ленты ордена Белого слона (Таиланд, 1933 год)[263]
- Также удостоен следующих наград: орден Агдаса 1-й степени (Персия), орден Освободителя (Венесуэла), орден «Карлос Мануэль де Сеспедес» (Куба), почётный знак «За заслуги перед Австрийской Республикой» (Австрия), орден Пия IX (Ватикан), орден Святого Марина (Сан-Марино), орден Слона (Дания), орден Звезды Румынии (Румыния), орден Соломона (Эфиопия), орден «Святые Равноапостольные Кирилл и Мефодий» (Болгария), орден Верности и орден Скандербега (Албания)[238][264][265].

## Сочинения Муссолини
- Dio e patria nel pensiero dei rinnegati. — New York, 1904.
- L’Uomo e la Divinità. Contraddittorio avuto col pastore evangelista Alfredo Taglialatela la sera del 26 marzo 1904 alla «Maison du peuple» di Losanna. — Lugano: Cooperativa tipografica sociale, 1904.
- Pio Battistini, 7 settembre 1891. Discorso commemorativo, pronunciato nel diciannovesimo anniversario dell’assassinio. — Forlì: Lotta di Classe, 1910.
- Claudia Particella. L’amante del cardinale // Il Popolo, Trento. — 1910.
- Il Trentino veduto da un socialista. Note e notizie. — Firenze: La rinascita del libro, 1911.
- Giovanni Huss. Il veridico. — Roma: Podrecca e Galantara, 1913.
- La guerra per la libertà e per la fine della guerra. Lettera ai socialisti d’Italia di Benito Mussolini con l’aggiunta delle sue ultime dichiarazioni dopo le dimissioni da direttore dell’Avanti. — Firenze: Nerbini, 1914.
- Il mio diario di guerra (1915—1917). — Milano: Imperia, 1923.
- La mia vita (1911—1912). — Roma: Editrice Faro, 1947.
- Vita di Arnaldo. — Milano: Il Popolo d’Italia, 1932.
- Scritti e discorsi di Benito Mussolini. 12 voll. — Milano: Hoepli, 1934—1940.
- Parlo con Bruno. — Milano: Il Popolo d’Italia, 1941.
- Storia di un anno. Il tempo del bastone e della carota. — Milano: Mondadori, 1944.
- Opera omnia di Benito Mussolini, 44 voll. / a cura di Edoardo e Duilio Susmel. — Firenze: La Fenice, 1951—1963; Roma: Volpe, 1978—1980.

На русском языке
- Муссолини Б. Мемуары 1942—1943. — М.: Эксмо, 2004. — 448 с. — ISBN 5-699-05262-3.
- Муссолини Б. Третий путь. Без демократов и коммунистов. — М.: Алгоритм, 2012. — 271 с. — ISBN 978-5-4438-0101-8..
- Муссолини Б. Любовница кардинала. — М.: Алгоритм, 2013. — 272 с. — ISBN 978-5-4438-0331-9.

## Отражение в искусстве
Художественные фильмы и телесериалы
Образ Муссолини на экране в разные годы воплощали актёры:
- Иво Гаррани («Расплата: от Большого совета до веронского процесса», 1969[266]; «Освобождение», 1967—1971)[267].
- Александр Пороховщиков («Крах», 1968)[268].
- Марио Адорф («Убийство Маттеотти[англ.]», 1973)[269].
- Род Стайгер («Муссолини: Последний акт[итал.]», 1974[270]; «Лев пустыни», 1980)[271].
- Боб Хоскинс «Муссолини и я[англ.]», 1985)[272].
- Джордж Скотт «Муссолини: нерассказанная история[англ.]», 1985)[273].
- Антонио Бандерас («Его звали Бенито[англ.]», 1993)[270].
- Клаудио Спадаро[итал.] («Чай с Муссолини», 1999)[274].
- Филиппо Тими[итал.] («Побеждать», 2009)[275].
- Массимо Пополицио («Я вернулся[итал.]», 2017)[276].
- Лука Маринелли («М. Сын века[англ.]», 2025)[277].

В фильме Чарли Чаплина «Великий диктатор» (1940) фигурирует Бензино Напалони (в исполнении Джека Оуки), который является аллюзией и отсылает к Бенито Муссолини.
Документальные фильмы
- «Тело вождя» (Италия, 2011)[280].
- «Муссолини. Закат» (Россия, 2013)[281][282].

Своё отражение в период правления образ Муссолини получил в скульптуре. Так, на территории спортивного комплекса Форума Муссолини был установлен обелиск Муссолини из каррарского мрамора, являющийся крупнейшим монолитом, выпиленным в XX веке, весом почти 300 т и высотой 17,40 м. Кроме того, после захвата Эфиопии итальянские солдаты в эфиопской провинции Тигре вырубили в скале грандиозное скульптурное изображение дуче.